# Ábrányi Emil (zeneszerző)

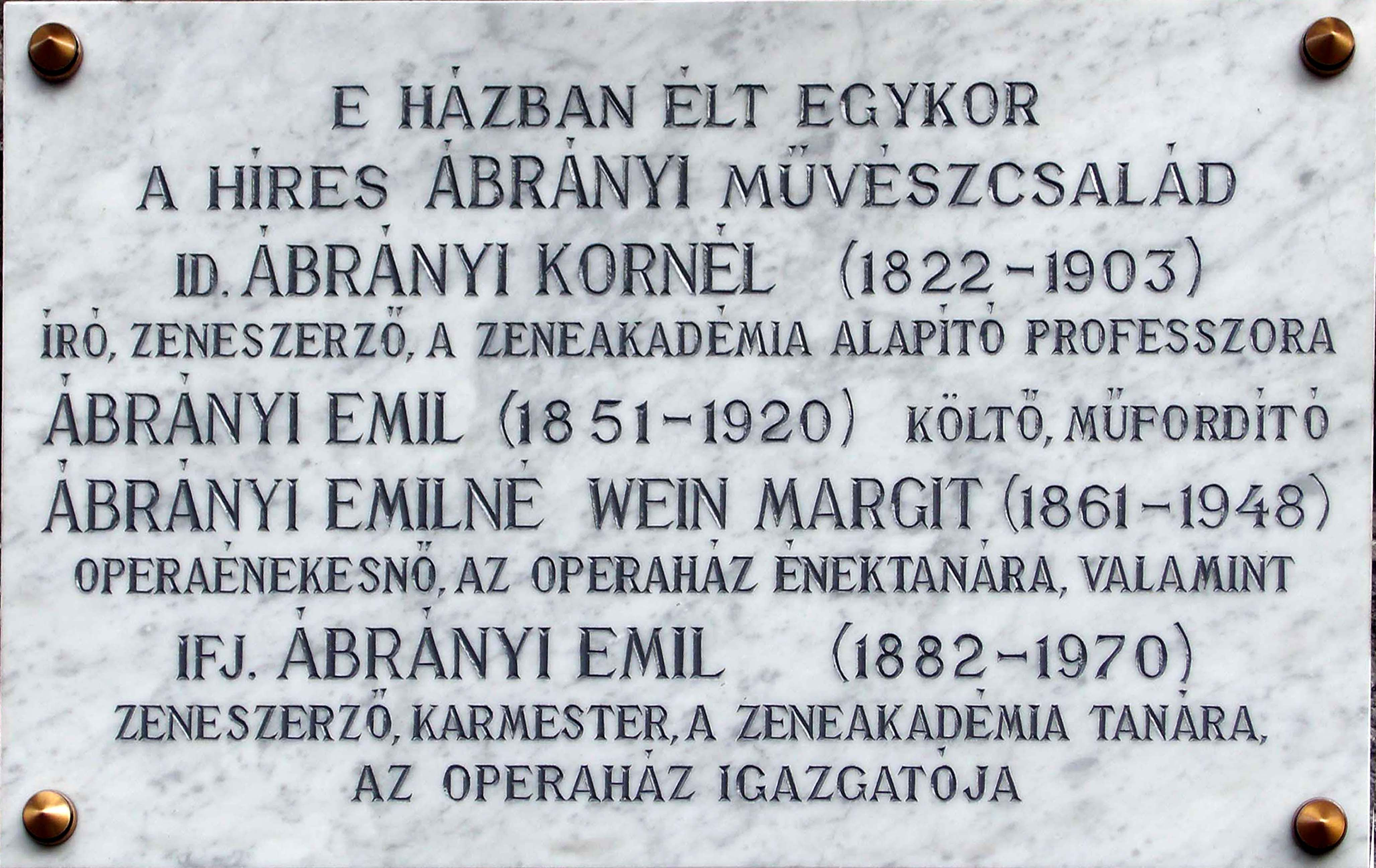
Emléktáblája Budapest VI. kerületében

Ábrányi Emil (Budapest, 1882. szeptember 22. – Budapest, 1970. február 11.) magyar zeneszerző, karmester.

## Élete
Ábrányi Emil költő és Wein Margit énekesnő fiaként született. A budapesti Zeneakadémián Koessler Jánostól zeneszerzést, majd 1901-től Lipcsében Nikisch Artúrtól (1855–1922) vezénylést tanult. Zenetanulmányai végeztével, 1904-től a kölni Operaház, majd 1907-től a hannoveri opera karmestere lett. 1906-ban feleségül vette Várnay Róza énekesnőt.  Egyes források (a Tolnai nagylexikon) szerint 1909-ben, más források (a Magyar életrajzi lexikon, A Napkelet lexikona) szerint 1911-ben a budapesti Operaházhoz szerződött.
Egyes források (a Tolnai nagylexikon, A Napkelet lexikona) szerint az 1919/20-as évadban a budapesti Opera igazgatója volt, 1920-ban a Városi Színház dirigense lett (három évig). Más források (a Magyar életrajzi lexikon) szerint 1914-től vezette a budapesti Operaházat, és 1921–24 közt a budapesti Városi Színházat.
A Magyar életrajzi lexikon szerint 1922–26-ban vezénylést tanított a Zeneakadémián; 1926-tól a fővárosban és Debrecenben, 1942-től a szegedi Városi Színháznál volt karmester.

## Munkássága
Írt zenekari műveket, operákat és daljátékokat. Epikus szvit zenekarra című művével 1933-ban elnyerte a Székesfővárosi Iskolánkívüli Népművelési Bizottság és a Székesfővárosi Zenekar pályadíját.

## Egyéb
Nagyapja volt (Lászlófalvi és Mikeföldi Eördögh) Ábrányi Kornél (1822–1903) zeneszerző, zenei író, esztéta, zenepedagógus, zongoraművész, emlékíró; az Országos Magyar Daláregyesület megalapítója és vezértitkára, a Zeneakadémia egyik megalapítója, tanára és titkára; a Zenészeti Lapok – az első jelentős magyar zenei folyóirat – megindítója és szerkesztője, a Zenészeti Közlöny szerkesztője. Ábrányi Emil egyike azoknak a zeneszerzőknek, akiknek az életművét a kommunista diktatúra annullálni kívánta. Leánya: Ábrányi Margit (1911–1987), fiai Dr. Ábrányi Emil (1907–1944) és dr. Ábrányi Aurél ügyvéd (1914-1974 után) voltak.

## Művei

### Operák
- Ködkirály (1903)
- Monna Vanna (1907)
- Paolo és Francesca (1912)
- Don Quijote (1917)
- Ave Maria(1922)
- A vak katona (1923)
- Az éneklő dervis (1937)
- Liliomos herceg (1938)
- Bizánc (1942)
- Éva boszorkány (1944)
- Balatoni rege (1945)
- A Tamás templom karnagya (1947)

### Egyéb művei
- Trianon szimfonikus költemény